# リッチョーネ
リッチョーネ（伊: Riccione）は、イタリア共和国エミリア＝ロマーニャ州リミニ県にある、人口約35,000人の基礎自治体（コムーネ）。
県都リミニに次ぎ、県内第二位のコムーネ人口を有する。

## 地理

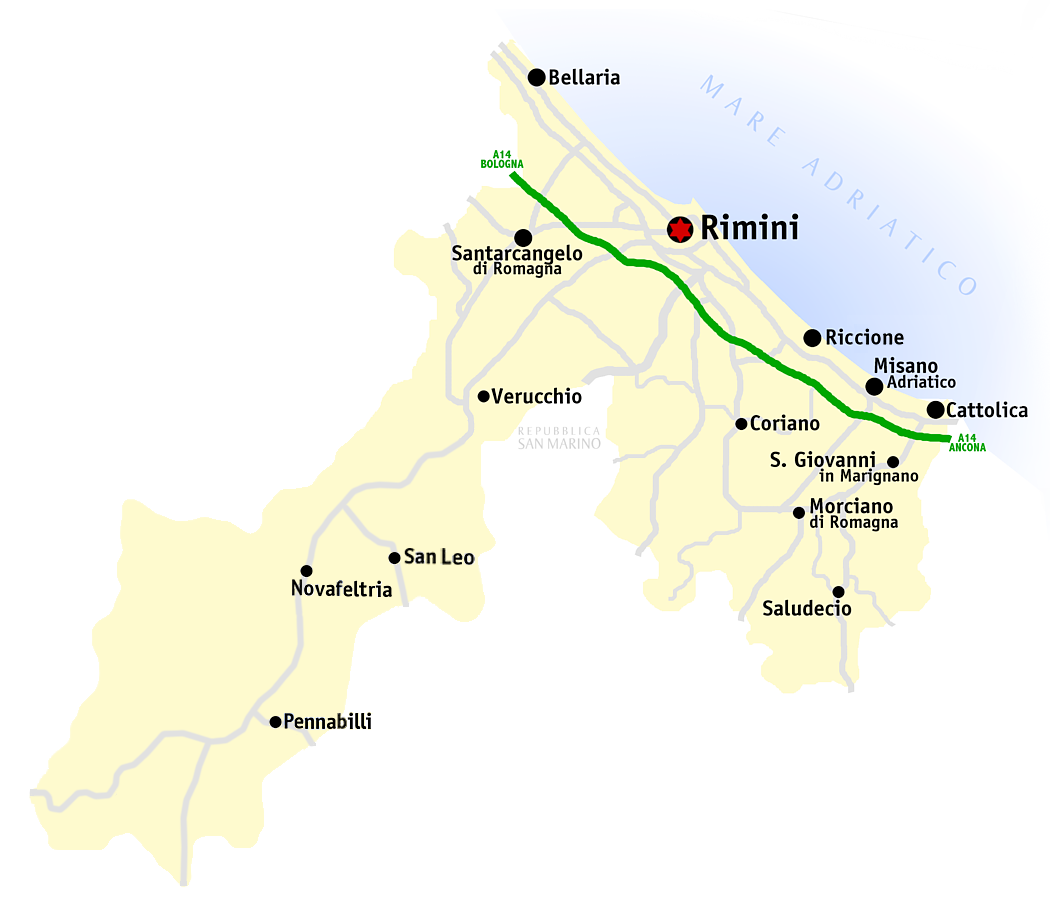
リミニ県概略図

### 位置・広がり
リミニ県中部に位置する、アドリア海沿岸のコムーネである。リッチョーネの街は、県都リミニから南東へ約10km、サンマリノ市から東北東へ約18km、ペーザロから西北西へ23km、州都ボローニャから東南東へ約118kmの距離にある。

#### 隣接コムーネ
隣接するコムーネは以下の通り。
| - ミザーノ・アドリアーティコ - 南東 - コリアーノ - 南西 - リーミニ - 北西 |

### 気候分類・地震分類
リッチョーネにおけるイタリアの気候分類 (it) および度日は、zona E, 2148 GGである。
また、イタリアの地震リスク階級 (it) では、zona 2 (sismicità media) に分類される。

## 交通

### 道路
アウトストラーダ（高速道路）
- アウトストラーダ A14

国道
- SS16  (it:Strada statale 16 Adriatica)